# Савинская (Красноборский район, у реки Ракулка)
Савинская — деревня в Красноборском районе Архангельской области. Входит в состав Черевковского сельского поселения.

## География
Находится в юго-восточной части Архангельской области на расстоянии приблизительно 44 км на северо-запад по прямой от административного центра района села Красноборск на правобережье реки Северная Двина у левого берега речки Ракулка.

## История
Местная церковь известна с 1755 года. В 1859 году здесь (деревня Сольвычегодского уезда Вологодской губернии) было учтено 10 дворов. Успенская церковь (построена во второй половине XIX века, не действует).

## Население
Численность населения: 77 человек (1859 год), 33 (русские 100 %) в 2002 году, 18 в 2010.